# Olenecamptus albovittatus
Olenecamptus albovittatus là một loài bọ cánh cứng trong họ Cerambycidae.